# Ливонија (Луизијана)
Ливонија (енгл. Livonia) град је у америчкој савезној држави Луизијана.

## Демографија
По попису из 2010. године број становника је 1.442, што је 103 (7,7%) становника више него 2000. године.
| Група             | 2000.         | 2010.         |
| Белци             | 1.212 (90,5%) | 1.282 (88,9%) |
| Афроамериканци    | 114 (8,5%)    | 105 (7,3%)    |
| Азијати           | 2 (0,1%)      | 2 (0,1%)      |
| Хиспаноамериканци | 8 (0,6%)      | 25 (1,7%)     |
| Укупно            | 1.339         | 1.442         |